# Брусарци
Бруса̀рци (от брус) е град в Северозападна България, област Монтана, административен център на община Брусарци.

## География
Брусарското землище е разположено по терасите на река Нечинска бара в западната част на Дунавската хълмиста равнина, която е част от Долнодунавската низина, представляваща част от Мизийската плоча (платформа). Най-високата точка в брусарското землище е 203 м над морското равнище и се намира в местността Дуните, а най-ниската точка е 97,5 м над морското равнище и се намира в района на „Топливо“.
Релефът на брусарското землище е хълмист. На изток от Брусарци се издига ридът Поломски венец. Според геоморфоложкото райониране брусарското землище попада в Ломския басейн на Западната подобласт, която е част от областта на Дунавската платформена хълмиста равнина.
Брусарци попада в западната част на Северния климатичен район на Дунавската хълмиста равнина, който влиза в състава на Умерено континенталната климатична подобласт на Европейско континенталната климатична област.
Според ландшафтното райониране от 1978 г. брусарското землище попада в Ломско-Осъмската подпровинция на Южно Дунавско-Балканската провинция, която от своя страна влиза в състава на Предпланинската зонална област на Дунавската равнина.
В инженерногеоложко отношение брусарското землище спада към Ломска област на Мизийския регион.
Брусарското землище попада в сравнително най-слабата сеизмичната част на България.
През Брусарци тече река Нечинска бара (дълга 30,4 км), която разделя града на две почти еднакви половини. Реката тече през каньоноподобна долина със съвременни алувиални утайки. Също така през брусарското землище тече река Киселевска бара.
Ветровете, които духат в брусарското землище, се наричат: Горняк – от запад към изток, който разкарва облаците и чисти небето; Долняк – от изток към запад, който докарва облаци; Южен вятър, Лодос или Бял вятър – от юг към север, който докарва дъжд лятно време, а зимно, ако има сняг, топи го и докарва нов сняг; Северен вятър – от север към юг; Кошава – югоизточен вятър, който лятно време докарва дъжд и прохлада, а зиме – студ и сняг с виелици; Козица – североизточен вятър, който обикновено духа през зимата, донасяйки голям студ и мраз. Много рядко Козицата може да духа и през лятото. Според силата си, с която духат, ветровете се наричат: Полибник – много тих вятър, който подухва само вечер през пролетта и лятото и прохладява времето; Сприя – силен вятър, който причинява опустошения и Вихрушка – също силен вятър, който причинява големи опустошения.
В екологично териториално отношение Брусарци спада към Северозападния Агротехпарк, който е формиран от административните области Видин, Враца и Монтана.
Според „Почвено-географско райониране на България“ брусарското землище спада към Кулско-Брусарски почвено-географски район на Западната крайдунавска провинция.
В Брусарското землище се срещат следните видове почви: Оподзолени черноземи; Тъмносиви горски; Сиви горски почви; Алувиално-ливадни; Пясъци и чакъли; Оврази и дерета със силно и напълно ерозирани почви.
Брусарци попада в Агроекологичен комплекс 3 на Северозападния Агротехпарк, който обхваща северозападната част на Дунавската хълмиста равнина. Агроекологичен комплекс 3 попада в Северния климатичен район на Дунавската хълмиста равнина. Климатът е континентален, а средната годишна температура – 10,8 °C. Средната годишна сума на валежите е 615 мм.
Според растително-географското райониране брусарското землище попада във Видински район, Дунавскоравнинен окръг, Илирийска (балканска) провинция, Европейска широколистна горска област.
В Зоогеографско отношение брусарското землище спада към Европейско-Сибирската фаунистична област на страната, където са разпространени около 50 – 65% средно- и северноевропейски животински видове.

## История
Предполага се, че Брусарци възниква в началото на 15 век като българско селище. Най-ранният известен Османотурски документ е от 1528 г., когато Гаговица е дервентджииско село с 54 домакинства, 5 неженени и 1 вдовица, като по размера на данъка от 3487 акчета това е голямо село.
Предполага се, че името Гàговица се дължи на едноименната река – Гаговица (дн. Нечинска бара). Името Брусарцы, т.е. Брусарци се среща за първи път в доклад от 28.ІІІ./9.ІV.1867 г. на руския консул във Видин Михаил Александрович Байков (1826 – ?) до директора на Азиатския департамент в Министерството на външните работи на Русия граф Николай Павлович Игнатиев (1832 – 1908 г.).
Гаговчани многократно се преселват ту от лявата, ту от дясната страна на реката, поради често избухващите епидемии, най-вече чумни, и за да се спасят от чумата се преселват на новото място – на другия бряг на реката.
Гаговчани вземат участие в избухналото на 27.V./8.VІ.1850 г. голямо селско въстание, предизвикано от непосилния режим, създаден след аграрната реформа от 1834 г. На съвещанието в Раковишкия манастир през пролетта на 1850 г., където се подготвя въстанието, селото е представено от кнез Петър и чорбаджи Младен.
През 1860 г. цялото село Гаговица с изключение на 2 къщи се преселва в Русия, а на тяхно място са заселени татари от Русия. През 1860 г. или 1861 г. в района на днешните гробища са заселени 23 ханета (къщи) черкези, с 39 мъже и 42 лица от женски пол. През 1862 г. се завърнали от Русия 45 ханета с 215 гаговчани.
През 1841 г. Гаговица наброява 70 къщи, а през 1846 г. – 76.
Брусарци е освободено от Османско владичество на 22.ХІ./4.ХІІ.1877 г. от бригада рошиори с командир Михаил Расти, майор на румънска служба. След освобождението е създадена брусарска община. В периода 1887 – 1911 г. с. (дн. гр.) Брусарци влиза в състава на община Крива бара. През 1911 г. отново е възстановена община Брусарци.
Брусарчани вземат участие в Балканската война (1912/1913 г.), Междусъюзническата война (1913 г.), Първата световна война (1914 – 1918 г.), Септемврийското въстание (1923 г.) и в Участие на България във войната срещу Третия Райх (1944 – 1945 г.). С. Брусарци влизало в оперативния план на Пета революционна област за подготовка на ново въоръжено въстание през 1924 г., което не се състояло. В периода 5.ІV.1959 – 1.ХІІ.1961 г. в местността Манастира е построен паметник на Септемврийци. През 1963 г. и 1970 г. на сградата на жп. гарата са поставени две паметни плочи за загиналите септемврийци през 1923 г. – едната откъм площада, а другата – откъм перона. През 10-те години на ХХІ в. плочите са демонтирани от сградата.
Към 30-те години на XX век в селото има торлашка махала, чиито жители донякъде запазват своя нетипичен за района белоградчишки говор.
През първата половина на 1948 г. в несъществуващата от края на 1948 г. текстилна фабрика „Платно“ е проведена първата стачка в България, след 9.ІХ.1944 г., която продължила само една смяна.
В с. Брусарци са снимани сцени от българския игрален филм „Септемврийци“ с времетраене 117 минути на режисьора Захари Жандов. Той е създаден по сценарий на Анжел Вагенщайн, оператор Васил Холиолчев, а музиката във филма е композирана от Любомир Пипков. Премиерата на филма била на 26 април 1954 г.
През 1966 г. в Държавния тракторно ремонтен завод № 4 е произведен трактор „ДТ-54А“ собствено производство, който се представя добре на пробните изпитания, но по неизвестни причини серийно производство не започва. През 1971 г. в Ремонтния завод за първи път в България е въведен почина на съветския майстор Степан Степанович Витченко за наставничаско движение, като впоследствие е заснет филм за завода. С Указ 1817/25.ІХ.1975 г. на Държавния съвет на НРБ Ремонтния завод е награден с „Орден на труда“ – златен по случай 25 години от основаването му и за високи производствени успехи. Завода е първото предприятие в окръга получило такъв орден.
През 1968 г. Анастас Първанов – първи секретар на Окръжния комитет на БКП и Спас Илиев – председател на ИК на Окръжния народен съвет Михайловград внасят предложение до Президиума на народното събрание в чест на 25-годишния юбилей от 9.ІХ.1944 г. село Брусарци да бъде обявено за град, но предложението не е прието. В чест на 40-годишния юбилей от 9.ІХ.1944 г. и като признание за постигнатите успехи село Брусарци е обявено за град с Указ № 2907/5.ІХ.1984 г.
На 10.VІІ.2009 г. е открит пенсионерски клуб в сградата на читалище „Просвета“.

## Население[30]
| Година    | 1863 | 1870 | 1881 | 1888 | 1893 | 1900 | 1905 | 1910 | 1920 | 1926 | 1937 | 1946 | 1956 | 1960 | 1962 | 1963 | 1965 | 1975 | 1978 | 1985 | 1992 | 2001 | 2015 | 2022 |
| Население | 215  | 265  | 405  | 450  | 491  | 605  | 690  | 973  | 1103 | 1456 | 1786 | 2069 | 2134 | 2277 | 2348 | 2353 | 2637 | 2294 | 2084 | 2126 | 1876 | 1603 | 1208 | 992  |

## Загинали във войни и въстания
Загинали в Балканската война (1912/1913 г.).
- Р-к Димитър Панов Иванов – 36-годишен, умира в болницата в Чорлу, Османска империя, на 23.Х./5.ХІ.1912 г. (23.ХІ./6.ХІІ.1912 г.).
- Р-к Симеон Николов – загива в сраженията в с. Инджес, Османска империя, на 3/16.ХІ.1912 г.
- Р-к Васил Георгиев Костов – загива в сраженията в Чаталджанска околия, Османска империя, на 27.ХІ./10.ХІІ.1912 г.
- Р-к Харалампи Божинов – 38-годишен, безследно изчезва към Димотика, Гърция, (загива при гр. Чаталджа, Османска империя), на 26.ХІІ.1912/8.І.1913 г.
- Р-к Григор Николов Първанов – загива в сраженията в гр. Чорлу, на 8/21.ІІІ.1913 г.
- Р-к Антон Спасов – загива в сраженията при с. Арнауткьой, Османска империя, на 16/29.ІІІ.1913 г.
- Р-к Марин Петров – загива в сраженията при с. Арнауткьой, на 16/29.ІІІ.1913 г.
- Р-к Коста Първанов – загива в сраженията в с. Кадъкьой, Османска империя, на 17/30.ІІІ.1913 г.
- Р-к Тодор Първанов – 30-годишен, загива в сраженията при с. Кадъкьой, на 17/30.ІІІ.1913 г.
- Р-к Петър Лазаров – умира от раните си в дома си на 19.ІV./2.V.1913 г.

Загинали в Междусъюзническата война (1913 г.).
- Р-к (конник) Никола Горанов Тодоров – 22-годишен, загива в сраженията между с. (дн. гр.) Кочани и връх Султан тепе, Кралство Сърбия, днешна Северна Македония, на 2/15.VІІ.1913 г. (връх Повиен, България, на 10/23.VІІ.1913 г.)
- Р-к Георги Ангелов Христов – 30-годишен, загива в сраженията при Руй планина, на 20.VІІ./2.VІІІ.1913 г. (16/29.VІІ.1913 г.).

Загинали в Първата световна война (1914 – 1918 г.).
- Р-к Антон Луканов – 35-годишен, безследно изчезва в сраженията при с. Пресека, Кралство Сърбия, на 1/14.Х.1915 г. (18/31.Х.1915 г.).
- Р-к Тодор Попов Георгиев – 26-годишен, загива в сраженията при с. Планиница (с. Буково), Кралство Сърбия, на 19.Х./1.ХІІ.1915 г.
- Р-к Върбан Л. Николов – 35-годишен, загива в сраженията южно от с. Вощарани, Гърция, на 19.VІІІ.1916 г.
- Р-к Иван Ценков – 26-годишен, загива в сраженията югоизточно от Добрич, Румъния (дн. в Република България), на 10.ІХ.1916 г.
- Р-к Георги Тодоров Апостолов – 28-годишен, загива в сраженията североизточно от с. Кокарджа, Румъния, на 16.ІХ.1916 г. (19.ІХ.1916 г.).
- Р-к Георги Недялков Ненчов – 29-годишен, загива в сраженията при с. Арленохар, Гърция, на 17.ІХ.1916 г.
- Р-к Асен (Арсен) Иванов Йоцов – 28-годишен, загива в сраженията при с. Малко Клисе, Румъния, на 19.ІХ.1916 г. (ранен в сраженията при с. Енидже, на 18.ІХ.1916 г. и умира в 1-ви дивизионен лазарет, на 19.ІХ.1916 г. в с. Адам клисе).
- Р-к Георги Тодоров Павлов – загива на 19.ІХ.1916 г.
- Р-к Иван Китов Трифонов (Шарков) – 32-годишен, загива в сраженията при с. Превели, Румъния, на 19.ІХ.1916 г. (19.Х.1916 г.).
- Р-к Петър Живков – 27-годишен, загива в сраженията при с. Кокарджа, Румъния, на 19.ІХ.1916 г.
- Р-к Симеон Кръстев – 31-годишен, загива в сраженията при с. Кокарджа, на 19.ІХ.1916 г.
- Р-к Никола Ненков – загива в сраженията при завоя на река Черна при с. Брод (дн. Република Косово) на 10.ХІ.1916 г.
- Р-к Стефан Горанов Пунчов, загива в сраженията при Плоещ (умира във 2/6-та полева болница в гр. Плоещ), Румъния, на 7.ІІІ.1917 г.
- Р-к Георги Цветков Димитров – 26-годишен, умира в болницата в Ниш, Кралство Сърбия, на 8.ІІІ.1917 г.
- Младши подофицер Иван Луканов – 25-годишен, загива в сраженията при кота 1248 северно от Битоля, Кралство Сърбия (дн. Северна Македония), на 16.ІІІ.1917 г.
- Р-к Александър Петров Тодоров – 27-годишен, изчезва в сраженията южно от Букурещ, Румъния, на 10.VІІ.1917 г. (загива в с. Превели, Гърция, на 20.Х.1916 г.).
- Ефрейтор Стефан Йосков Петков – 23-годишен, загива (умира от раните си на френския параход „Дивона“) на 4.ІV.1917 г.
- Р-к Георги Иванов Димитров – 30-годишен, умира в I местна военна болница в Скопие, Царство България (дн. Северна Македония), на 4.ІІІ.1918 г.
- Р-к Първан Николов Първанов – 21-годишен, загива в сраженията при Скопие (умира във 2-ра местна военна болница) на 19.VІ.1918 г.
- Р-к Тодор Матов (Матев) Николов – 30-годишен, загива в сраженията при гр. Дойран (с. /дн. гр./ Богданци), Македония (дн. Северна Македония), на 25.VІ.1918 г.
- Петър Вълчев (1896 – 1918 г.), загива на 12.ІХ.1918 г.
- Георги Иванов Чифутски (1890 – 1818 г.), загива през 1918 г.
- Р-к Григор Николов Първанов – 22-годишен, загива в сраженията при гр. Чорлу, на 8.ІІІ.1919 г.
- Р-к Марин Петров Ненков – 32-годишен, загива в сраженията при с. Енидже, Добричко (дн. Добричка област), на 16.ІХ.1919 г.

Загинали в Септемврийското въстание 1923 г.
- Тодор Петров Кънчев (Ненков, 1892 – 1923 г.) – убит на 27.ІХ.1923 г. През месец септември 1963 г. в местността манастира е открит паметник с вградена мраморна паметна плоча с надпис: „ТОДОР ПЕТРОВ НЕНКОВ 1892 – 27.ІХ.1923 УБИТ В СЕПТЕМВРИЙСКОТО ВЪСТАНИЕ ЗА СВОБОДАТА НА СВОЯ НАРОД“.[34]

Загинали в Отечествената война (1944 – 1945 г.).
- Ефр. Евгени Петров Иванов Кънчев (1922 – 1945 г.), безследно изчезва в боя срещу германците при с. Шомот-чичо, Унгария, на 31.ІІІ.1945 г. Посмъртно е награден с медал „Отечествена война 1944 – 1945 г.“. Името му фигурира на паметната плоча на загинали в отечествената война 1944 – 1945 година от селищна система Брусарци изработена и монтирана през втората половина на 80-те години на ХХ в. на стената на читалищната сграда до главния вход.[35]

## Политика
- 2023 – Наташа Михайлова Димитрова (ГЕРБ) печели на първи тур (29.Х.2023 г.) с 57,76% срещу Кремена Цветанова Томова (МК БСП за България – Новото време, НДСВ, ДПС и ЗНС) и Петър Борисов Димитров (Възраждане).[36]
- 2019 – Наташа Михайлова Димитрова (ГЕРБ) печели на първи тур (27.Х.2019 г.) с 65,98% срещу Румен Йосифов Савов от с. Дондуково (БСП за България) и Евстати Димитров Младенов (Коалиция „Ние, Гражданите“).[37]
- 2015 – Наташа Михайлова Димитрова (ГЕРБ) печели на втори тур (1.ХІ.2015 г.) с 59,52% срещу Юлия Робинзонова Каменова (Коалиция „Заедно за община Брусарци“).[38]
- 2011 – Наташа Михайлова Димитрова (ГЕРБ) печели на втори тур (30.Х.2011 г.) с 58,33% срещу Деми Борисов Димитров (БСП).[39]
- 2007 – Юлия Робинзонова Каменова (Коалиция „Единство“ – НДСВ, ГЕРБ) печели на втори тур (4.ХІ.2007 г.) с 50,51% срещу Деми Борисов Димитров (БСП).[40]
- 2003 – Юлия Робинзонова Каменова (НДСВ) печели на втори тур (2.ХІ.2003 г.) с 54% срещу Деми Димитров (БСП).[41]
- 1999 – Георги Георгиев Порчев (1950 – 2008 г.) от с. Крива бара (ОДС) печели на втори тур (23.Х.1999 г.) с 55% срещу Деми Борисов Димитров (БСП и местна коалиция).[42]
- 1995 – Деми Борисов Димитров (Предизборна коалиция БСП, БЗНС „Александър Стамболийски“, ПК „Екогласност“) печели на първи тур (29.Х.1995 г.) с 56% срещу Асен Арсенов (Народен съюз).[43]
- 1991 – Д-р Цветан Григоров Димитров (1928 – 2014) – 13.Х.1991 – 29.Х.1995 г.[44]
- 1988 – инж. Светослав Петров Цветков (? – ?) – 9.ІІІ.1988 – 13.Х.1991 г.[45]
- 1986 – Иван Владиславов Александров от с. Крива бара – 8.VІ.1986 – 9.ІІІ. 1988 г.[46]
- 1983 – инж. Цветан Димитров Велев (р. 1949 г.) от с. Василовци – 13.ХІІ.1983 – 8.VІ.1986 г.[47]
- 1979 – инж. Димитър Боянов Василев (1937 – ?) от с. Княжева махала – 3.ІV.1979 г., преизбран на 16.VІ.1981 – 13.ХІІ.1983 г.[48]
- 1978 – няма данни за периода 10.ХІ.1978 – 2.ІV.1979 г.[49]
- 1977 – Владо Ценов Илиев (1923 – 2005) – 19.VІІІ.1977 – 9.ХІ.1978 г.[50]
- 1968 – Милка Иванова Тодорова (? – ?) – 2.ІІ.1968 г., преизбрана на 3.VІІ.1971 г., 20.І.1974 г. и 8.VІ.1976 – 19.VІІІ.1977 г. – излизала в пенсия. Вероятно (защото не е посочена година) през 1972 г. във вътрешното съревнование на Съвета от окръжните ръководства за най-добра работа по военния отчет е наградена, но не е посочено каква е наградата. В периода 1974 – 1976 г. за добре организирана учебната година по гражданска отбрана на съвета е дадена добра оценка, преходно знаме и председателката била наградена, но не е посочено каква е наградата. През същия период за добра обществено-политическа дейност е наградена с „Орден на труда“ – сребърен.[51]
- 1962 – Иван Иванов Милков (1919 – ?) – 7.ІІІ.1962 г., преизбран на 27.ІІ.1966 – 2.ІІ.1968 г.[52]
- 1960 – няма данни за периода 23.Х.1960 – 6.ІІІ.1962 г.[53]
- 1953 – Димитър Дамянов Младенов (? – ?) – 31.Х.1953 г., преизбран на 22.ІІ.1956 г. и 5.ІV.1959 – 22.Х.1960 г.[54]
- 1953 – Иван Борисов Шарков (1922 – 2005) – 25.VІ.1953 – 31.Х.1953 г.[55]
- 1951 – Милчо Русинов Янев (? – ?) – 25.Х.1951 г., преизбран на 14.ХІІ.1952 – 25.VІ.1953 г.[56]
- 1951 – Иван Иванов Милков (1919 – ?) – назначен за председател на временната управа на Общинския народен съвет (ОбНС) на 29.ХІІ.1948 г. с Указ № 1807. На 30.V.1949 г. е преизбран за председател на постоянната управа и председателствал до 12.Х.1951 г.[57]
- 1948 – Георги Рунчев, председател на Селсъвета на с. Крива бара, е командирован със заповед № 615/20.ХІ.1948 г. на председателя на Ломската временна околийска народна управа да упражнява функциите на Иван Томов. Обаче от протоколните книги на ОбНС е видно, че през този период председателските функции изпълнявал заместник-председателя на временната управа Георги Кирилов Георгиев.[58]
- 1948 – Иван Петков Томов (1921 – ?) от с. Луковица (дн. в състава на с. Смирненски) – назначен за председател на временната управа на ОбНС с указ № 489/29.ІІІ.1948 г. и е освободен от длъжност на 29.ХІІ.1948 г. с Указ № 1087.[59]
- 1947 – няма данни в периода 23.ХІІ.1947 – 29.ІІІ.1948 г. кой заемал длъжността кмет на брусарската селска община, като през това време длъжността „кмет“ била заменена с длъжността „председател“.[60]
- 1945 – Цветан Василев Симеонов (1923 – ?) – назначен за кмет на временната общинска управа със заповед № 161/13.ХІ.1945 г. на Ломския околийски управител. Със заповед № 402 на Врачанската областна дирекция Цветан Симеонов е назначен временно да замества починалия при злополука на 18.VІ.1947 г. кмет на кривобарската селска община Крум Димитров Ценов. Цветан Симеонов подава оставка, считана от 22.ХІІ.1947 г., на която дата преминава на военна служба.[61]
- 1944 – Васил Харалампиев Рангелов (1918 – ?) от с. Крива бара – встъпва в длъжност на 15.ХІ.1944 г., като назначаването му става със заповед № 82/17.ХІ.1944 г. на Ломското околийско управление. Освободен е от длъжност със заповед № 160/13.ХІ.1945 г. на Ломското околийско управление.[62]
- 1944 – Георги Виденов Костов (1909 – ?) от с. Крива бара – встъпва в длъжност със заповед № 80/10.ІХ.1944 г. на Ломското околийско управление. Напуска на 14.ХІ.1944 г., като освобождаването му става със заповед № 81/17.ХІ.1944 г. на Ломското околийско управление.[63]
- 1944 – Коста Георгиев Николов (1897 – ?) от гр. Лом – преместен в интерес на службата за кмет на Брусарската община със заповед № 700-П/4.ІV.1944 г. и кметува до 10.ІХ.1944 г., когато без съпротива предава властта на новия кмет Георги Костов от с. Крива бара. Освободен от длъжност със заповед № 79/10.ІХ.1944 г. на Ломското околийско управление.[64]
- 1941 – Христо Кръстев Попов (1910 – ?) от с. Попица (дн. в състава на Врачанска област) – преместен по собствено желание за кмет на Брусарската община със заповед № 3699/27.ІХ.1941 г., като встъпва в длъжност на 4.Х.1941 г. На 4.ІV.1944 г. в интерес на службата със заповед № 699П е преназначен за кмет на Голинската община (с. Голинци – дн. кв. „Младеново“ в гр. Лом.), но продължава да кметува до 29.ІV.1944 г., когато е издадена последната заповед, подписана от него.[65]
- 1940 – Робърт Иванов Попов (1910 – ?) от с. Медовница, Белоградчишка околия (дн. в състава на Видинска област) – назначен за кмет на Брусарската община със заповед № 3114/21.ХІ.1940 г., като встъпва в длъжност на 30.ХІІ.1940 г. Кметува до 27.ІХ.1941 г., когато със заповед № 3698 е преместен за кмет на Дреновската община.[66]
- 1939 – Никола Ставрев Янакиев (1894 – ?) от гр. Оряхово – преназначен за кмет на Брусарската община със заповед № 1552/10.VІ.1939 г. Със заповед № 3029/15.ХІ.1940 г. в интерес на службата е преместен за кмет на Калугермахленската община, Ломска околия (дн. с. Калугер махала е в състава на с. Златия, Монтанска област), но продължава да кметува до 14.ХІІ.1940 г., когато е издадена последната заповед, подписана от него.[67]
- 1937 – Васил В. Мончов (1893 или 1894 – ?) от гр. Лом – назначен за кмет със заповед № 338/6.ІІ.1937 г. Със заповед № 1554/10.VІ.1939 г. е преместен в с. Долно Церовене, обаче продължил да кметува до 19.VІ.1939 г.[68]
- 1936 – Георги Д. Алексиев (? – ?) – назначен за кмет със заповед № 422/6.ІІІ.1936 г. Със заповед № 336/6.ІІ.1937 г. е преместен, обаче продължил да кметува до 10.ІІ.1937 г.[69]
- 1935 – Александър Бочаров (? – ?) – заема длъжността кмет в периода 27 – 30.ІХ.1935 г. и кметува до 15.ІІІ.1936 г.[70]
- 1934 – Иван Първанов (? – ?) заема длъжността кмет в периода 9.Х. – 26.ХІ.1934 г. и кметува до 26.ІХ.1935 г.[71]
- 1934 – Димитър Стоянов Попов (? – ?) – 22.VІ.1934 – не е известно докога кметува, но на 8.Х.1934 г. се състояло последното, известно заседание, председателствано от него. През този период със заповед № 2997/29.VІІІ.1934 г. за кмет е назначен Трифон Илиев (? – ?), който поради семейни причини не заема длъжността и на 6.ІХ.1934 г. подава заявление да бъде освободен. Със заповед № 11069/17.ІХ.1934 г. е уволнен поради не заемане на длъжността.[72]
- 1934 – Георги Стоянов (? – ?) – 22.ІV. – 22.VІ.1934 г.[73]
- 1932 – Георги Горанов (? – ?) – 15.ХІІ.1932 – 22.ІV.1934 г.[74]
- 1932 – тричленна комисия – 11.VІІ. – вероятно до 15.ХІІ.1932 г.[75]
- 1932 – няма данни за периода 17.V. – 10.VІІ.1932 г.[76]
- 1932 – Петър Ст. Кръстев (? – ?) – 13.ІV.1932 г. – не е известно докога кметува, но на 16.V.1932 г. се състояло последното, известно заседание, председателствано от него.[77]
- 1931 – Живко Иванов (? – ?) – заема длъжността кмет в периода 20.VІІІ. – 3.ІХ.1931 г. – 13.ІV.1932 г.[78]
- 1930 – Цеко Велков (? – ?) – 24.ХІІ.1930 – не е известно докога кметува, но на 19.VІІІ.1931 г. се състояло последното, известно заседание, председателствано от него.[79]
- 1930 – тричленна комисия – 21.ІІ.1930 – вероятно до 24.ХІІ.1930 г.[80]
- 1929 – няма данни за периода 21.ХІІ.1929 – 20.ІІ.1930 г.[81]
- 1927 – Марко Тодоров (? – ?) – 19.ІІ.1927 г., преизбран на 2.ХІ.1927 г. и 5.VІ.1928 – не е известно докога е кметува, но на 20.ХІІ.1929 г. се състояло последното, известно заседание, председателствано от него.[82]
- 1925 – Иван Спасов Гергов (? – ?) – заема длъжността кмет преди 21.ІХ.1925 г., когато се е състояло първото, известно заседание, председателствано от него. Преизбран на 4.ІV.1926 и 4.ХІІ.1926 – 19.ІІ.1927 г.[83]
- 1924 – няма данни за периода 24.VІІ.1924 – 20.ІХ.1925 г.[84]
- 1923 – тричленна комисия – 12 – 15.VІ.1923 – 23.VІІ.1924 г.[85]
- 1922 – Цветко Максимов (? – ?) – 8.VІІІ.1922 – не е известно докога е кметувал, но 11.VІ.1923 г. е издадена последната заповед, подписана от него.[86]
- 1921 – Цеко Велков (? – ?) – 19.VІ.1921 – 8.VІІІ.1922 г.[87]
- 1921 – Иван Спасов Гергов (? – ?) – 6/19.ХІІ.1913 – вероятно без прекъсване, което означава, че е преизбиран, кметува до 19.VІ.1921 г., когато подава оставка поради семейни причини.[88]
- 1911 – Илия Велков (? – ?) – първият кмет на възстановената през 1911 г. Брусарска община – 5/18.ХІІ.1913 г.[89]
- 1887 – в периода 1887 – 1911 г. с. Брусарци е в състава на община Крива бара и липсват данни за кметовете (кметските наместници) на с. Брусарци.[90]
- 1877 – липсват данни за кметовете на брусарската община от освобождението на с. Брусарци от османско владичество на 22.ХІ./4.ХІІ.1877 г. до 1887 г.[91]

## Икономика
По времето на социализма Брусарци има промишлено-аграрна структура – керамичен завод, ремонтен завод, промкомбинат, но след 1989 г. постепенно се деиндустриализира.
В Брусарци се намирала първата в България фабрика за производство на биодизел и съпътстващите го продукти фармацевтичен глицерин и торове (калиев фосфат и калиев сулфат). Неизвестно кога фабриката преустановява производството си.
Възлова железопътна гара на линията Мездра-Видин, от която започва отклонението Брусарци-Лом; има шосейни връзки с Лом, Видин, Белоградчик, Монтана, Враца и София, като отстои на 24,4 км от Лом, 54 км от Видин, 44 км от Белоградчик, 37 км от Монтана, 74 км от Враца и 145 км от София.

## Обществени институции
- Основно училище. През 1880 г. завършва строежа на първата училищна паянтова сграда с две класни стаи. През месец декември 1927 г. учебните занятия започват в новата училищна сграда. В средата на 30-те години на ХХ в. са пристроени още две учебни стаи към съществуващата училищна сграда. В периода 1946 – 1953 г. е издигнат втори етаж на училището, а в периода 1970 – 1972 г. е построена пристройка към училището с 8 класни стаи, физкултурен салон, кухня и столова. През 1938 г. училището е именувано Средищно основно народно училище „Княз Симеон Търновски“, а на 16.VІ.1946 г. – „Христо Ботев“. Не е известно кога училището става Народно основно училище, от началото на учебната 1981/1982 г. – Единно средно политехническо училище, през 1995 г. – Средно общообразователно училище, а през 2016 г. – Средно училище. На 21.VІ.1980 г. е чествана 100-годишнината на училището като във фоайето до главния училищен вход зад паметна плоча е поставен заветът на учениците и учителите по случай 100-годишния юбилей и снимка с част от учителския колектив. Заветът трябва да се отвори на 21.VІ.2030 г. в чест на 150-годишнината на училището. На 100-годишния юбилей секретаря на ИК на ОНС Михайловград Лалка Методиева връчва на училището орден „Кирил и Методий“ І степен.[92]
- Зимно практическо училище е открито в Брусарци през 1959 г., което през 1962 г. прераства в Професионално техническо училище по ремонт на селскостопански инвентар с 2-годишен срок на обучение. Училището е закрито след края на учебната 1973/1974 г.[93]
- Детска градина и детска ясла. През 1963 г. в Брусарци е организирана временна целодневна детска градина за по 6 месеца, която от учебната 1968/1969 г. става постоянна. На 12.ІХ.1969 г. децата влизат в новопостроената детска градина, а официалното откриване става на 4.ХІ.1969 г. С откриването на детската градина към нея била разкрита и целодневна детска ясла (ЦДЯ) с 25 легла. На 10-годишния юбилей празнуван на 14.ХІІ.1973 г. ЦДГ е именувана „Митко Палаузов“. На 16.ХІІ.1983 г. е отпразнувана 20-годишнината от създаването на ЦДГ. На 1.ІХ.1989 г. ЦДГ и ЦДЯ са обединени в Обединено детско заведение (ОДЗ), като ЦДГ с. Киселево става филиал. На 18.ХІ.1999 г. ОДЗ „Митко Палаузов“ е преименувано на ОДЗ „Синчец“, което е обявено на 30-годишния юбилей от посторяването на новата сграда на 17.ХІІ.1999 г. От 1.VІ.2009 г. детските градини в с. Смирненси и с. Дондуково стават филиали към ОДЗ „Синчец“. През месец октомври 2013 г. е закрит филиала в с. Смирненски. През 2016 г. ОДЗ „Синчец“ става детска градина (ДГ) „Синчец“. На 17.V.2019 г. е честван 50-годишния юбилей от построяването на новата сграда.[94]
- Читалище в Брусарци е образувано през 1891 г. с име „ЗОРА“, което на 7.ІІІ.1945 г. е преименувано на „ПРОСВЕТА“, а с Решение № 713/1.VІ.2010 г. на областен съд Монтана – на „ПРОСВЕТА–1891“. През 1955 г. читалище „Просвета“ съвместно с БКП, МНСДТ, ОФ и ДСНМ започват издаване на вестник „Нов живот“. В периода 1968 – 1978 г. е построена днешната читалищна сграда.[95]
- Здравна служба.[96]
- Стадион „Христо Ботев“, който е построен в периода 1964 – 1966 г. с капацитет 10 000 места, от които 4000 седящи.[97]

## Забележителности
- Брусарски манастир „Свети архангел Михаил“ се намира на височините край Брусарци и е от епохата на Втората българска държава (1187 – 1396 г.). Разрушен от турците по време на Чипровското въстание (1688 г.), но впоследствие възстановен. Скоро след 1720 г. манастира е разрушен за втори път и напълно възобновен в периода 1840 – 1852 г. В манастира е открито килийно училище. На 5.VІІІ.1934 г. са положени основите на днешния храм, който е осветен на 27.ХІ.1939 г.[98]
- Църква „Св. преподобна Параскева“. В с. Гаговица (дн. гр. Брусарци) съществувала черква-узем. В периода 1910 – 1917 г. е построена днешната черквата „Св. преподобна Параскева“.[99]
- Голям надпис „БРУСАРЦИ“ и емблемата на град Брусарци на площада в гр. Брусарци.[100]

## Редовни събития
- Празник на Община Брусарци – третата седмица на август (петък и събота), на централния площад в гр. Брусарци.[101]
- Пазар за животни и други стоки – всяка неделя.

## Личности
- Проф. Борис Попов (? - ? г.) – лекар в правителствена болница – главен хирург във II хирургично отделение.[102]
- Цветан Николов Максимов (? - ? г.) – депутат в народното събрание.[103]
- Доц. Александър Попов (1907 – 1959 г.) – адвокат, секретар, а по-късно председател на Българо-съветското дружество в гр. Лом (1946 – 1950 г.), от 1950 г. е преподавател, а в периода 1957 – 1962 г. е зам.-ректор на висшия икономически институт „Карл Маркс“. Член е на Научния съвет на Философския институт на БАН и редакцията на сп. „Философска мисъл“.[104]
- Проф. Иван Харалампиев – историк.[105]
- Николай Димитров Здравков (1923 – 1990 г.) – занимава се с музика от 1948 г., пее в хор „Кавал“, постъпва хорист, а по-късно солист в Ансамбъла за песни и танци при МВР. В периода 1948 – 1953 г. учи частно пеене при Илия Йосифов. От 1953 г. е артист в Русенската опера, където дебютира на 2 май в ролята на Каварадоси от операта „Тоска“. През сезона 1955 – 1956 г. Здравков специализира актьорско майсторство в Болшой театър – Москва, и гостува на оперните театри в Ленинград, Тбилиси, Донецк, Казан и др. Носител е: на първа награда от ІV световен младежки фестивал в Букурещ (1953 г.), на втора награда от Парижкия международен музикален конкурс (1954 г.), на първа награда от международния музикален конкурс във Вервие (Белгия – 1957 г.), през 1959 г. е удостоен с Димитровска награда – ІІІ степен, за ролята на херцога от „Риголето“, Надир от „Ловци на бисери“ и Пинкертон от „Мадам Бътерфлай“; през 1960 г. е удостоен с орден Св. св. Кирил и Методий – І степен, през 1966 г. е удостоен с почетно звание „Заслужил артист“, през 1974 г. е удостоен с почетно звание „Народен артист“.[106]
- Петър Георгиев Панайотов (1928 – 2013 г.) – републикански първенец по хвърляне на копие за юноши младша възраст през 1946 г. Неизвестно кога в периода 1960 – 1970 г. е член на Окръжния съвет за работа на село по физическата култура и спорта. Неизвестно кога, но към 29.ІV.1987 г. е носител на орден „За особени заслуги“ – сребърен, и на награден знак „Отличник на Физкултурната работа“.[107]
- Инж. Иван Вълков Цветков (1929 – 2008 г.) – от 1961 г. до 1988 г. е директор на Държавния тракторно ремонтен завод № 4 (от 1982 г. – „Завод за ремонт на селскостопанска техника“) Брусарци. Като рационализатор в завода е награждаван многократно. През 1966 г. е член на окръжната постоянна комисия по промишлеността. През 1972 г. е един от 15-те наградени с книги по случай постигнати високи успехи в изпълнение на производствената програма. През 1976 г. за активно участие в изпълнение на плана за VI петилетка (1971 – 1975 г.) е наградени с орден „Червено знаме на труда“. През 1980 г. е един от двамата наградени с ръчни часовници първенци в изпълнение на плана и в чест на 36-годишнината от 9 септември 1944 г. През същата година е един от 13-те наградени с книги за активно участие в политическата работа на Първичната партийна организация на БКП. През 1989 г. е един от 5-а наградени с екскурзия до СССР за активна работа по изпълнение на производствената програма. През същата година е един от 26-те работници и специалисти, пряко участвали в организацията, производството и реализацията на задачите, наградени с индивидуални целеви награди. Не разполагаме с данни кога е бил награден с орден „9-и септември“ І степен.[108]
- Проф. Петър Луканов Вълчев (р. 1931 г.) – завършва средно образование през 1949 г. в гр. София. В периода 1950 – 1955 г. е солист на Ансамбъла на трудовите войски. В периода 1955 – 1963 г. е балетист и солист на балета на Русенската опера. В периода 1963 – 1968 г. учи и завършва с отличие „Балетна режисура“ в ГИТИС-Москва в класа на проф. Леонид Лавровски. Първите му изяви като хореограф са от 1965 – 1966 г., когато поставя шест едноактни балета в Русе: „Франческа да Римини“ от П. Чайковски, „Чудният мандарин“ на Б. Барток, „Целувката на феята“ от И. Стравински, „Блудният син“ на С Прокофиев, „Един американец в Париж“ и „Кубинска увертюра“ на Джордж Гершуин, а първата му постановка в Националната опера в гр. София „Светлината залива всичко“ от Б. Икономов е през 1967 г. В периода ХІ.1967 – 1989 г. 2000 – 2002 и 2006 – 2008 г. е балетмайстор и ръководител на балета на Националния театър за опера и балет, гр. София. Едновременно с работата си с Националния балет, в различни периоди е бил художествен ръководител на отдел „Класически танци“ и директор на Държавното хореографско училище (дн. Национално училище за танцово изкуство) – София. От 1980 г. преподава хореографска композиция, композиция на класическия танц, и хореографска и балетна режисура в Академията за музикално, танцово и изобразително изкуство (АМТИИ) в гр. Пловдив. Бил е ръководител на катедра „Хореография“ (1989 – 1999), заместник-ректор на Академията (1993 – 1999) и временно изпълняващ длъжността „Ректор“. По негова инициатива и подготвена от него учебна програма през 1994 г. в АМТИИ – Пловдив са разкрити и специалностите „Балетна педагогика“ и „Балетна режисура“, където преподава дисциплините: „Композиция на класическия танц“, „Балетна режисура“ и „История на балета“. През 1986 г. му е присъдено научно звание доцент, а през 1994 г. – професор. От 1995 г. е преподавател във Варненския свободен университет „Черноризец Храбър“ по хореографска композиция и режисура. Многократно е бил член на жури на международни балетни конкурси във Варна, Москва, Осака, Шанхай, Модика, заместник-председател и председател на журито на Международния балетен конкурс – Варна. Петър Луканов е създал над 81 балета, от които 17 световни премиери и 15 за първи път в България, 34 балетни миниатюри, които според експертите са с вълнуваща естетическа стойност и с художествена значимост на вложените в тях идеи. Награди: орден „Кирил и Методий“ – І степен; орден „Стара планина“ – ІІ степен за изключително големите му заслуги към Република България в областта на културата; Златна и Кристална лира на Съюза на музикалните и танцови дейци; Награда за съвременна хореография от Международния балетен конкурс – Варна и др. През 2016 г. издава книгата „Танцът е моят живот“, в която се преплитат събитията от творческата му биография със знакови моменти от историята на българския класически танц. На 26.І.2022 г. Държавна опера – Русе отбелязва 90-годишния юбилей на доайена на българския балет проф. Петър Луканов със спектакъла „Жизел“. Професорът е удостоен със Златна значка „Русе“ за високи професионални постижения и заслуги в областта на балетното изкуство и приноса му към развитието на културния живот в Русе. Във фоайето на Доходното здание е подредена изложба от материали (афиши и снимки), свързани с творчеството на проф. Петър Луканов в Русенската опера. На 13.ІХ.2022 г. за изключителния му принос към развитието на АМТИИ – Пловдив и на балетното изкуство в България, както и във връзка с неговата 90-годишнина проф. Петър Луканов е удостоен с почетното звание „Доктор хонорис кауза“ на АМТИИ – Пловдив.[109]
- Вера Игнатова Цветкова (Вълкова, 1933 – 2007 г.) – съавтор на книгата „Завод край село. Хора от първите редици“. Като учителка в брусарското училище през 1978 г. е наградена с „Орден на труда“ – сребърен. През 1980 г. е една от 4-те жени първенци в системната на брусарския народен съвет, наградени с ръчен часовник.[110]
- Иванка Кръстева – през 1980 г. е член на окръжната комисия по проблемите на жените.[111]
- Йордан Петков Савчев (р. 1935 г.) – кандидат на икономическите науки.[112]
- Доц. д-р Методи Якимов Костадинов (р. 1936 г.) – педагог. Преподавател в институт за повишаване квалификацията на учителите „Д-р Петър Берон“, Варна (1975 – 2002/2003 г.), ръководител катедра „Физическо възпитание и спорт“ във Варненски свободен университет „Черноризец Храбър“ (2003/2004 – 2012 г.), гост-преподавател по физическо възпитание и спорт във Висше военноморско училище „Никола Йонков Вапцаров“ (2012 – 2019 г.). Майстор на спорта на прескок кон, майстор на спорта на висилка и майстор на спорта на халки в републиканското първенство на общо студентските игри през 1962 г. Носител на ордена Св. св. Кирил и Методий – ІІІ степен (1971 г.). Носител на Почетен знак с лента на кмета на община Варна от 15.VІІІ.2006 г. Съавтор на 20 книги (методически ръководства, научнопопулярни издания и др.).[113]
- Милчо Иванов Бобанов – съветник на Тодор Живков.[114]
- Илия Борисов – редактор на вестник „Работническо дело“.[115]
- Кирил Ценов – завършил българска филология, журналист и главен редактор на вестник.[116]
- Ангел Петков – първи заместник генерален директор на БДЖ.[117]
- Венчо (Венцислав) Оников Михайлов – съдия.[118]
- Григор Димитров Иванов (р. 1943 г.) – в периода 1988 – 1990 г. е главен инженер в урановата мина край с. Смоляновци.[119]
- Борис Иванов Живков (1945 – 2021 г.) – като любител-изобретател в средата на 70-те години на ХХ в. направил дъмпер, т.е. триколка с товарен кош, за която цел преработил едноцилиндров мотоциклет „ИЖ“, като задната ос, окачването ѝ, носещата рама и кошът са изработена от него конструкция. Следващият дъмпер, който направил за свой приятел, бил модернизиран, като задната ос била заменена със заден мост на лек автомобил марка „ВАЗ – 2101“, а за обръщане на задвижването под 90º използвал редуктор от селскостопанска машина. Идеята за модернизирания дъмпер била копирана и от други брусарчани. В края на 80-те години на ХХ в. Борис развалил дъмпера си и направил малък камион с двигателя от мотоциклета „ИЖ“, т.е. от дъмпера, но впоследствие заменил този двигател с двигател от лек автомобил „ЗАЗ – 965“, скоростна кутия от лекотоварен автомобил „Жук“, заден мост от лек автомобил „Москвич – 407“, като рамата, предния мост, каросерията и кабината били изработена от него собствена конструкция.[120]
- Доц. Стефан Борисов Стефанов (р. 1948 г.).[121]
- Иван Борисов Иванов (? - ? г.) – един от първите летци на реактивни самолети в България.[122]
- Петър Виденов е третият от 10-те най-добри лекоатлети мъже за 1959 г. в Михайловградски окръг на 800 м гладко бягане с време 2 минути и 25 секунди.[123]
- Миланка Каменова е седмата от 9-те най-добри лекоатлети за 1964 г. в Михайловградски окръг, заела І и ІІ място на републиканския крос на 800 м за девойки старша възраст, ІІ място на II републиканска спартакиада девойки старша възраст на 800 м, окръжен рекорд на 800 м с постижение 2 минути 26 секунди и 8 стотни. Постижения през годината: дълъг скок – 5,05 м (II разряд), висок скок – 139 см (II разряд), копие – 36 м (II разряд), тласкане на гюле – 10,23 м (II разряд).[124]
- Георги Лозанов Каменов (р. 1956 г.) е наричан и Гошо Усмивката, защото много се усмихвал. Първите му велопътувания датират от 1976 г. по маршрута Михайловград (дн. Монтана) – Брусарци – Михайловград, тъй като работел по това време в гр. Михайловград. От 1979 г. ежегодно започва да ходи с велосипеда в гр. Берковица на мотокрос и в гр. Видин на панаир. През 1982 г. с велосипед, марка „БАЛКАН“, тип „ВМ“, на който смененил кормилото с волан от колесен трактор, седалката сменил със седалка от мотопед „Балкан-50“, поставил под рамката транзистор и километраж за отчитане на изминатите километри – наречено „колело волан“ – за 4 дни (30.VІІ. – 2.VІІІ) отива до гр. Варна по маршрута: Брусарци – Вълчедръм – Бяла Слатина – Плевен – Бяла – Попово – Шумен – Девня – Варна, но на 12 – 15 км от гр. Варна се поврежда колелото и в града влиза с чужд превоз. Изминати са около 487 км. Връщането започва на 6.VІІІ.1982 г. по друг маршрут, който е без значение, защото поради повреда на велосипеда по-голямото разстояние изминава с чужд превоз. За това пътуване, както и за следващите пътувания, Георги води дневници. Велопътуването до гр. Варна е подготовка за екскурзионна обиколка на България през следващата 1983 г. със същия велосипед (29.VІ. – 21.VІІ) по маршрута: Брусарци – Вълчедръм – Бяла Слатина – Плевен – Ловеч – Севлиево – Габрово – връх Шипка – Габрово – Велико Търново – Горна Оряховица – Бяла – Русе – Разград – Шумен – Велики Преслав – Шумен – Дулово – Силистра – Толбухин (дн. Добрич) – Балчик – курорт „Албена“ – курорт „Златни пясъци“ – Варна – Обзор – комплекс „Слънчев бряг“ – Поморие – Бургас – Грудово (дн. Средец) – Ямбол – Нова Загора – Стара Загора – Пловдив – София – Берковица – Михайловград (дн. Монтана) – Брусарци – с продължителност 1751 км. През 1985 г. Георги Каменов прави втора и последна екскурзионна обиколка на България със същия велосипед (1.VІІ. – 15.VІІ) по маршрута: Брусарци – Расово – Вълчедръм – Бяла Слатина – Плевен – Ловеч – Севлиево – Габрово – Велико Търново – Горна Оряховица – Русе – Хлебарово (дн. Цар Калоян) – Разград – Шумен – Велики Преслав – Шумен – Мадара – Варна – курорт „Дружба“ – Несебър – Поморие – Бургас – Грудово (дн. Средец) – Ямбол. На около 3 км от гр. Ямбол милиционер (дн. полицай) с патрулен автомобил спира Георги и му съставя акт, че карал по забранен участък. В гр. Ямбол двама милиционери с патрулен автомобил го завеждат в милиционерския (дн. полицейския) участък, където основно е прегледан багажа на Георги и е освободен. На другия ден – 16.VІІ.1985 г., продава колелото, с което слага край на дългите велопътешествия и с влака се прибира в гр. Брусарци. Велопътешествията продължават на къси разстояния до гр. Видин, гр. Берковица, гр. София, гр. Михайловград (дн. Монтана). От 1985 г. започва да имитира Чарли Чаплин, като започват да го наричат Чарли. От 1996 г. започва да имитира и Адолф Хитлер, като започват да го наричат и Хитлер. През 1995 г. като имитатор на Чарли Чаплин взима участие в конкурс за прилика и двойници в гр. Варна, където печели ІІ място. На същия конкурс през 1996 като имитатор на Адолф Хитлер печели отново ІІ място, а през следващата 1997 г. като имитатор на Чарли Чаплин и хлапето (сина му Кристиян) печели отново ІІ място. През 2015 г. спира с имитирането на Чарли Чаплин, като остава да имитира само Адолф Хитлер.[125]
- Светлин Петков (р. 1956 г.) – в периода 2005 – 2009 г. е директор на Областна дирекция на МВР гр. Монтана.[126]
- Йордан Петров Панайотов (1960 – 2021) – през 1987/1988 г. е член на Съвета на окръжната секция по волейбол към ОС на БСФС.[127]
- Борислав Георгиев Славчев (р. 1962 г.) – републикански първенец през 1978 г. и майстор на спорта по овчарски скок, взел участие в международни състезания по овчарски скок в СССР (дн. Русия), Куба, Франция, ГДР (дн. Германия), Полша и Чехословакия (дн. Чехия). Като любител-изобретател направил 5 дъмпери (3 от които за приятели), т.е. триколки с товарен кош, за която цел преработил едноцилиндрови мотоциклети „ИЖ“, като използвал редуктор от селскостопанска машина, заден мост от лек автомобил „Москвич“ или „ВАЗ – 2101“ и изработена от него носеща конструкция. През 1993 г. на базата на „ВАЗ 2101“ прави джип, т.е. прави ново купе на джип по лична негова конструкция.[128]
- Георги Методиев Раденков (р. 1962 г.), Петко Костов Йорданов (р. 1963 г.) и Огнян Борисов Оников (р. 1963 г.) – като любители сценаристи, режисьори, кинооператори и монтажисти направили любителските филми „Цвета на парите“ през 1986 – 1987 г., с времетраене 15 минути и 57 секунди и „Каскадьори“ през 1988 г., с времетраене 11 минути и 58 секунди. Филмите са снимани на кинолента, формат „8S“. Тези филми взели участие в Русенските филмови празници през 1989 г., организирани от Младежка филмова студия Русе. Всички участници получили символичен медал за участие.[129]
- Огнян Борисов Оников (р. 1963 г.) – като любител-изобретател през периода 1983 – 1984 г. направил електронен усилвател за усилване силата на звука от музикален източник (радиоапарат, грамофон, магнетофон, касетофон) със сензорно управление, когато никой не е виждал такова управление, защото сензорният екран, наричан разговорно от английски тъч скрин, започнал да намира приложение в мобилните телефони (GSM) едва през втората половина на първото десетилетие на ХХІ в. В периода 1984 – 1985 г. от клавиатура на стационарен телефон направил кабелно дистанционно управление на съветски цветен телевизор – марка „Електрон“, когато никой не е виждал такова управление, а и слънчев колектор за топла вода, когато никой не е виждал такъв, защото тези колектори се появяват едва в първите години на ХХІ в. През втората половина на 80-те години на ХХ в. Огнян направил голям електронен часовник с TTL интегрални схеми и крушки за осветление за числата на циферблата на часовника, който бил поставен на покрива на брусарското читалище „Просвета–1891“.[130]
- Радослава Горанова Горанова (р. 1964 г.) – републикански първенец по стрелба с малокалибрена пушка от три положения (легнал, коляно и прав) за девойки старша възраст в гр. Велико Търново и бронзов медал в същата възрастова група на републиканско първенство с малокалибрен пистолет в гр. Гоце Делчев през 1986 г. Отличена е на 10.ІV.1983 г. като първата и единствена жена-треньор по военно-приложни спортове в Михайловградски окръг до 1987 г., когато напуска окръга.[131]
- Иван Борисов Шарков (р. 1967 г.) – прокурор в окръжна прокуратура гр. Плевен и завеждащ административен отдел.[132]
- Серьожа Вълков (р. 1967 г.) – български запасен офицер, член и заслужил краевед на Съюза на краеведите в България, инициатор за учредяване на музейна сбирка в гр. Брусарци през 2000 г., общественик, фотограф, видеооператор и изобретател-любител. Творчеството на Серьожа Вълков се вижда в следващия раздел „Книги и публикации за историята на град Брусарци“.[133]
- Ангелина Петкова Борисова (р. 1985 г.) – поетеса. Член на клуб „Български писател“ към Фондация „Буквите“, гр. София. През 2021 г.: участва в поетичен конкурс на Фондация „Буквите“ с шест стихотворения (стр. 13 – 18) и автобиография (стр. 11), публикувани в алманах „Нова българска литература – Поезия 2021“, София, 2021 г., с. 464; Участва в конкурс „Моята Коледа“ с две стихотворения (стр. 13 – 14) и автобиография (стр. 144), публикувани в сборник „Моята Коледа. Поезия, проза и картини“, София, 2021 г., с. 194; Участва в ХІІ Национален конкурс за стихове „Моето синьо лято“ – 2021 с две стихотворения (стр. 98 – 99), публикувани в Алманах за стихове „Моето синьо лято“, г. VІ, бр. VІ, Бургас, 2021 г., с. 232. През 2022 г.: участва в поетичен конкурс на Фондация „Буквите“ с шест стихотворения (стр. 11 – 16) и автобиография (стр. 521), публикувани в алманах „Нова българска литература – Романтика 2022“, София, 2022 г., с. 596; Участва в конкурс „Нарисувай ми любов и вино - 3“ с две стихотворения (стр. 13 – 14) и автобиография (стр. 144), публикувани в сборник „Нарисувай ми любов и вино - 3. Поезия, проза и картини“, София, 2022 г., с. 200; Участва в конкурс „Благодаря ти, мамо - 2“ с две стихотворения посветени на майката (стр. 5 – 6) и автобиография (стр. 145), публикувани в сборник „Благодаря ти, мамо - 2. Поезия, проза и картини“, София, 2022 г., с. 192; Участва в поетичен конкурс на Фондация „Буквите“ с четири стихотворения (стр. 9 – 12) и автобиография (стр. 291), публикувани в алманах „Нова българска литература – Хумор и сатира 2022“, София, 2022 г., с. 328; Участва в поетичен конкурс на Фондация „Буквите“ с пет стихотворения (стр. 5 – 10) и автобиография (стр. 418), публикувани в алманах „Нова българска литература – Детски истории 2022“, София, 2022 г., с. 468; Участва в литературен конкурс „Гайтани вежди, снага топола“ на Фондация „Буквите“ с едно стихотворение (стр. 18), публикувано в алманах „Гайтани вежди, снага топола“, София, 2022 г., с. 176; Участва в Третия Национален Литературен Конкурс „Българска апева 2022“ с четири Апева (стр. 9), публикувани в „Трета Антология на българската апева – 2022“, Варна-Будапеща, 2022 г., с. 86; Участва в конкурс „Нашите деца - грейнали слънца“ с две стихотворения (стр. 13 – 14) и автобиография (стр. 128), публикувани в сборник „Нашете деца - грейнали слънца. Поезия, проза и картини“, София, 2022 г. с. 170; Участва в конкурс „Лято мое, остани“ с две стихотворения (стр. 13 – 14) и автобиография (стр. 220), публикувани в сборник „Лято мое, остани. Поезия, проза и картини“, София, 2022 г., с. 288; Участва в конкурс „Истинските неща“ с две стихотворения (стр. 155 – 156), публикувани в сборник „Истинските неща. Работилница за стихотворения и илюстрации за оцветяване, стихове и текстове на песни“, София, 2022 г., с. 180; Участва в конкурс „Това е есента – вълшебница добра“ с две стихотворения (стр. 15 – 16) и автобиография (стр. 198), публикувани в сборник „Това е есента – вълшебница добра. Поезия, проза и картини“, София, 2022 г., с. 270; Участва в конкурс на Фондация „Буквите“ с шест стихотворения (стр. 13 – 18) и автобиография (стр. 11), публикувани в алманах „Нова българска литература – Поезия 2022“, София, 2022 г., с. 600; Участва в Национален поетичен конкурс „Доброглед“ 2022, гр. Димово с едно стихотворение (стр. 9), публикувано в сборник стихове „Доброглед“ 2022, Димово, 2022 г., с. 110.[134]
- Лъчезар Цветанов Евгениев (р. 1989 г.) – рехабилитатор в частна клиника „Физиомед“, гр. Плевен.[135]
- Евелина Григорова Миланова (р. 1990 г.), завършила теология с професионална квалификация „учител“ във ВТУ „Св. св. Кирил и Методий“, гр. Велико Търново – поетеса, изпълнителка на български фолклор, поп и джаз пеене, учител, творец. През 2022 г. участва в конкурс „Благодаря ти, мамо - 2“ с две стихотворения, посветени на майката (стр. 81 – 82), и автобиография (стр. 166), публикувани в сборник „Благодаря ти, мамо – 2. Поезия, проза и картини“, София, 2022 г. На 2.ХІ.2022 г. е удостоена с Диплом от народно читалище „ПРОСВЕТА – 1891“, гр. Брусарци „ЗА ПРИНОС КЪМ СЪВРЕМЕННАТА БЪЛГАРСКА ЛИТЕРАТУРА И КУЛТУРА“. През 2023 г.: участва в конкурс „Благодаря ти, мамо - 3“ с две стихотворения (стр. 71 – 72) и автобиография (стр. 176), публикувани в сборник „Благодаря ти, мамо – 3. Поезия, разкази и картини“, София, 2023 г.; Участва в конкурс „Лято мое, остани - 2“ с един разказ, едно стихотворение (стр. 51 – 52) и автобиография (стр. 134), публикувани в сборник „Лято мое, остани – 2. Стихотворения, разкази и картини“, София, 2023 г.; Участва в конкурс „Нарисувай ми любов и вино - 4“ с две стихотворения (стр. 51 – 52) и автобиография (стр. 134), публикувани в сборник „Нарисувай ми любов и вино - 4. Поезия и картини“, София, 2023 г.; Става член на „Съюза на младите писатели“, гр. Монтана. Музикални участия: През 2013 г. участва в традиционния фолклорен събор „СВИДНЯ“ в с. Георги Дамяново (27.ІV.2023 г.), на който е удостоена с Диплом ІІ място. През 2022 г.: участва в четвъртия сезон на онлайн конкурса „Е-FEST“, в който се класира на І място при индивидуалните изпълнители над 19 г. в категория „Поп, рок и джаз пеене“; Участва в Четвъртия международен фолклорен фестивал „ЕХО ОТ СТОВЦИ“, с. Смоляновци (13.VІІІ.2022 г.), на който е удостоена с Диплом златен медал. През 2023 г.: участва в Международния онлайн фестивал-конкурс „Американски чар“ – Маями, САЩ, в който се класира на ІІ място при индивидуалните изпълнители над 18 г. в категория „Поп и джаз пеене“ (15.ІІ.2023 г.). От 2012 г. до 2019 г. е възпитател и преподавател по философски дисциплини (философия, етика и право, свят и личност, психология) в СУ „Христо Ботев“, гр. Брусарци. През 2020 г. е директор на ОУ „П. Р. Славейков“, с. Василовци. От 2022 г. и в настоящия момент е секретар на НЧ „Просвета-1891“, гр. Брусарци, и организатор на „Алея на занаятите и изкуствата“ в празника на община Брусарци, за което е удостоена с: Грамота от община Брусарци „ЗА УЧАСТИЕ В ТРАДИЦИОННИЯ ПРАЗНИК НА ОБЩИНА БРУСАРЦИ, ПРОВЕДЕН НА 19 АВГУСТ 2022 ГОДИНА, И ПРЕСТИЖНО ПРЕДСТАВЯНЕ В „АЛЕЯТА НА ЗАНАЯТИТЕ“, ДОПРИНЕСЛО ЗА ПОПУЛЯРИЗИРАНЕ И СЪХРАНЕНИЕ НА МЕСТНИТЕ КУЛТУРНИ ТРАДИЦИИ И ОБИЧАИ.“ Получава Почетна грамота от община Брусарци „по случай 24 май, Ден на българската просвета и култура и славянската писменост“. Кметът на Община Брусарци награждава Евелина Миланова, секретар на НЧ „Просвета 1891“, гр. Брусарци „за професионалния Ви ентусиазъм и творчески дух, за приноса Ви в провеждането и развитието на културната и образователната политика на Община Брусарци“ – 23.V.2023 г. Грамота от община Брусарци „ЗА УЧАСТИЕ В ТРАДИЦИОННИЯ ПРАЗНИК НА ОБЩИНА БРУСАРЦИ, ПРОВЕДЕН НА 18 АВГУСТ 2023 ГОДИНА, И ПРЕСТИЖНО ПРЕДСТАВЯНЕ В „АЛЕЯТА НА ЗАНАЯТИТЕ“, ДОПРИНЕСЛО ЗА ПОПУЛЯРИЗИРАНЕ И СЪХРАНЕНИЕ НА МЕСТНИТЕ КУЛТУРНИ ТРАДИЦИИ И ОБИЧАИ.“ Грамота от НЧ „ПРОСВЕТА – 1891“, гр. Брусарци, „ЗА АКТИВНО УЧАСТИЕ В КУЛТУРНИТЕ МЕРОПРИЯТИЯ НА НАРОДНО ЧИТАЛИЩЕ „ПРОСВЕТА – 1891“, ГРАД БРУСАРЦИ, И ПРИНОС В СЪХРАНЕНИЕТО НА БЪЛГАРСКОТО НАРОДНО ТВОРЧЕСТВО И ПОПУЛЯРИЗИРАНЕ НА ФОЛКЛОРНИТЕ ТРАДИЦИИ И КУЛТУРА“ – 18.VІІІ.2023 г.[136]
- Стоян Цветомиров Антов (р. 2005 г.) – поет, през 2021 г. издава стихосбирка „Светлините на града“. Плевен, 2021 г., с. 74. През 2022 г. участва със стихотворението „Тук си“ в шестнадесетото издание на националния литературен конкурс „Яна Язова“, гр. Лом и печели ІІІ място в раздел Поезия.[137]
- Биляна Мирославова Петрова (р. 2006 г.) – поетеса, през 2018 г. взема участие в кампанията на БНТ „ПРОЗОРЕЦ КЪМ РОДИНАТА“, конкурс „Аз съм българче“ със стихотворението „Паисий Хилендарски“, за което е наградена с Грамота „За проявен изключителен талант в конкурса „Аз съм българче“. Вашето участие е доказателство, че младите хора пазят българския дух и традиции живи“ и една от шестте специални допълнителни награди. На 13.І.2021 г. взема участие във видеосреща с министъра на образованието и науката Красимир Вълчев (2017 – 2021), организирана от Фондация „АМАЛИПЕ“ по случай ромската нова година (Василица), като министърът е поздравен от Биляна с изпълнението на акростиха „Василица“.[138]

## Книги и публикации за историята на град Брусарци:
- Петрова, Б. Сила която набира височина. 1974 г.
- Вълкова, В., Иванов, Б., Василева, Р., Завод край село. Хората от първите редици. 1 март 1950 – 1980 г.
- Вълков, С. Въстанието от 1850 г. и село Гаговица (дн. гр. Брусарци). // Военноисторически сборник. № 3. София, 2007 г., с. 18 – 26. ISSN 0204-4080.
- Вълков, С. Освобождението на село Брусарци от Османско иго през 1877 – 1878 година. // Годишник на военна академия „Георги Стойков Раковски“. Център „Военноисторически изследвания“. София, 2007 г., с. 55 – 59. ISSN 1312-2975.
- Вълков, С. История на град Брусарци. Том първи. Брусарското землище от древността до Руско-турската освободителна война 1877/1878 г. Брусарци, 2011 г., с. 548, в PDF формат на електронен носител – CD. ISBN 978-954-9966-63-3.
- Вълков, С. Фрагменти от „История на град Брусарци“. // Вестник „Слово плюс“. Г. ХVІІ, бр. 19/31.V.–6.VІ.5.2012 г., с. 5. Част І.
- Вълков, С. Фрагменти от „История на град Брусарци“. // Вестник „Слово плюс“. Г. ХVІІ, бр. 20/7.VІ.–13.VІ.2012 г., с. 5. Част ІІ.
- Вълков, С. История на град Брусарци. Том първи. Брусарското землище от древността до Руско-турската освободителна война 1877/1878 г. Велико Търново, 2014 г., с 552. ISBN 978-954-400-984-7.
- Вълков, С. История на град Брусарци. Том втори. От 1878 г. до 9 септември 1944 г. Брусарци, 2014 г., с. 740, в PDF формат на електронен носител – CD. ISBN 978-954-9966-64-0.
- Вълков, С. История на град Брусарци. Том втори. От 1878 г. до 9 септември 1944 г. Велико Търново, 2016 г., с. 740. ISBN 978-619-00-0471-4.
- Вълков, С. Моята автобиография. Част първа. До 2018 г. включително. Видин, 2019 г., с. 392. ISBN 978-954-25-0340-8.
- Вълков, С. История на град Брусарци. Том трети. Част първа. От 9 септември 1944 г. до 10 ноември 1989 г. Брусарци, 2023 г., с. 572, в PDF формат на електронен носител – CD. ISBN 978-619-92411-0-3.
- Вълков, С. История на град Брусарци. Том трети. Част втора. От 9 септември 1944 г. до 10 ноември 1989 г. Брусарци, 2023 г., с. 586, в PDF формат на електронен носител – CD. ISBN 978-619-92411-1-0.
- Вълков, С. История на град Брусарци. Том трети. Част първа. От 9 септември 1944 г. до 10 ноември 1989 г. Велико Търново, 2024 г., с. 572. ISBN 978-619-00-1777-6.
- Вълков, С. История на град Брусарци. Том трети. Част втора. От 9 септември 1944 г. до 10 ноември 1989 г. Велико Търново, 2024 г., с. 590. ISBN 978-619-00-1778-3.
- Вълков, С. История на град Брусарци. Том четвърти. От 10 ноември 1989 г. до 2034 г. включително – ръкопис.
- Вълков, С. Моята автобиография. Част втора. От 2019 г. до 2024 г. включително – ръкопис.
- Двадесет участия на Серьожа Вълков с доклади на съответните самостоятелни краеведски четения на Дружеството на краеведите в град Монтана, които предстоят да бъдат отпечатани в следващите томове на „ХРОНИКИ ОТ СЕВЕРОЗАПАДА“ (в архива на автора и в председателя на Дружеството на краеведите в гр. Монтана):
- „Железопътната гара на град Брусарци“ в тринайсетите четения на 18.V.2006 г.
- „Брусарци и подготовката на ново въоръжено въстание през 1924 г.“ в четиринайсетите четения на 26.Х.2006 г.
- „Политическите партии в село (дн. град) Брусарци от Освобождението 1877 – 1878 г. до 9 септември 1944 г.“ в двадесет и третите четения на 17.V.2011 г.
- „Изселване на жителите на село Гаговица (дн. град Брусарци) в Русия“ в двадесет и четвъртите четения на 31.Х.2011 г.
- „Участие на Брусарци в Балканската война“ в двадесет и петите четения на 21.V.2012 г.
- „Читалищното дело в село (дн. град) Брусарци до 9 септември 1944 г.“ в двадесет и шестите четения на 1.ХІ.2012 г.
- „Детските игри в село (дн. град) Брусарци от 1878 г. до 9. ІХ. 1944 г.“ в двадесет и седмите четения на 21.V.2013 г.
- „Участието на Брусарци в Междусъюзническата война“ в двадесет и осмите четения на 30.Х.2013 г.
- „Храмът „Света Преподобна Параскева“ в гр. Брусарци“ в двадесет и деветите четения на 21.V.2014 г.
- „Военната служба на брусарчани от Освобождението до 9 септември 1944 г.“ в тридесетите четения на 30.Х.2014 г.
- „Брусарският манастир „Св. архангел Михаил“ в тридесет и първите четения на 20.V.2015 г.
- „Участието на Брусарци в Първата световна война“ в тридесет и вторите четения на 26.Х.2015 г.
- „Свещениците в Брусарци от 1846 г. до 1944 г.“ в тридесет и третите четения на 18.V.2016 г.
- „Председателите на Общинския народен съвет Брусарци (09.09.1944 – 10.101989 г.)“ в тридесет и четвъртите четения на 26.Х.2016 г.
- „Административно управление на община Брусарци“ в тридесет и петите четения на 18.V.2017 г.
- „Образователно дело в община Брусарци (1944 – 1989 г.) – строителни дейности“ в тридесет и шестите четения на 26.Х.2017 г.
- „Игри в детската градина в гр. Брусарци през 70-те години на ХХ век.“ в тридесет и осмите четения на 29.Х.2018 г.
- „Читалищно дело в Брусарци (1944 – 1989)“ в тридесет и деветите четения на 20.V.2019 г.
- „Известни личности от Брусарци (1944 – 2022).“ в четиридесет и петите четения на 19.V.2022 г.
- „Ремзаводът в Брусарци.“ в четиридесет и шестите четения на 31.Х.2022 г.

## Кухня
Кисело зеле със свинско месо, сухи чушки пълнени със зрял боб, баница с тиква (тиквеник), баница с ябълки, пръжки.